# Isomerida sororcula
Isomerida sororcula là một loài bọ cánh cứng trong họ Cerambycidae.